# Инцидент с Boeing 707 над Дромом
Инцидент с Boeing 707 над Дромом — авиационная авария, произошедшая во вторник 31 марта 1992 года. Грузовой самолёт Boeing 707-321C авиакомпании Trans-Air Service выполнял плановый рейс TSC671 (позывной — Kabo 671) для авиакомпании Kabo Air Cargo по маршруту Люксембург—Кано, но через 57 минут после взлёта лишился обоих правых двигателей (№3 и №4). Несмотря на отрыв двигателей и пожар на правом крыле, экипаж развернул самолёт и смог совершить аварийную посадку на авиабазе Истр-ле-Тюбе в Истре (Франция). Все находившиеся на его борту 5 членов экипажа выжили.

## Самолёт
Boeing 707-321C (регистрационный номер 5N-MAS, заводской 18718, серийный 368) был выпущен в 1964 году (первый полёт совершил 3 апреля). Оснащён четырьмя турбовентиляторными двигателями Pratt & Whitney JT3D-3B. В сентябре 1978 года был переделан из пассажирского в грузовой. Эксплуатировался авиакомпаниями:
- Pan American — с 30 апреля 1964 года по 25 марта 1973 года (имя Clipper African Queen),
- Aries Air Cargo — с 25 марта 1973 года по 10 апреля 1975 года (в обеих летал под б/н N794PA),
- Iran Air — с 10 апреля 1975 года по 12 апреля 1977 года (в ней сменил два б/н — N794PA и N794EP),
- Ronair — с 12 апреля по май 1977 года,
- Uganda Airlines — с мая 1977 года по 21 сентября 1978 года (в обеих летал под б/н N794RN),
- Scimitar Airlines[англ.] — с 21 сентября 1978 года по июнь 1979 года и с мая 1980 года по июнь 1985 года,
- IAS Cargo Airlines[англ.] — с июня по 15 августа 1979 года,
- en[англ.] — с 15 августа 1979 года по май 1980 года,
- Tradewinds Airlines[англ.] — с июня 1985 года по январь 1986 года и с мая 1986 года по 5 ноября 1989 года (в ней сменил два б/н — G-BFZF и G-BNGH),
- Greyhound LS — с января по май 1986 года (во все летал под постоянным б/н G-BFZF),
- Air Hong Kong — с 5 ноября 1989 года по 28 сентября 1990 года,
- Sovereign Air — с 28 сентября 1990 года по 3 февраля 1992 года (в обеих летал под б/н G-BNGH).

3 февраля 1992 года был куплен авиакомпанией Trans-Air Service и в том же месяце был взят в лизинг авиакомпанией Kabo Air Cargo.
На день инцидента 27-летний авиалайнер совершил 17 907 циклов «взлёт-посадка» и налетал 60 895 часов.

## Экипаж
Состав экипажа рейса TSC671 был таким:
- Командир воздушного судна (КВС) — 57-летний Ингемар Берглунд (швед. Ingemar Berglund), швед. Очень опытный пилот, в авиакомпанию Trans-Air Service был нанят 16 марта 1992 года. Управлял самолётами Douglas DC-6, Lockheed L-188 Electra, SE-210 Caravelle и Boeing 737. В должности командира Boeing 707 — с марта 1982 года. Налетал свыше 26 000 часов, свыше 7100 из них на Boeing 707.
- Второй пилот — 44-летний Мартин Эмери (англ. Martin Emery), британец. Очень опытный пилот, в авиакомпанию Trans-Air Service был нанят 16 марта 1992 года. В должности второго пилота Boeing 707 — с марта 1982 года. Налетал свыше 14 000 часов, свыше 4500 из них на Boeing 707.
- Бортинженер — 55-летний Терренс Бун (англ. Terrence Boone), британец. В авиакомпанию Trans-Air Service был нанят 16 марта 1992 года. Налетал свыше 18 000 часов, все на Boeing 707.

Также в составе экипажа были:
- Авиамеханик — 36-летний Айк Нвабудике (англ. Ike Nwabudike), нигериец. В авиакомпанию Trans-Air Service был нанят 2 марта 1992 года.
- Ответственный по погрузке — 27-летний Ингебар Эйнарссен (исл. Ingebar Einarssen), исландец. В авиакомпанию Trans-Air Service был нанят 16 марта 1992 года.

| Гражданство    | Пассажиры | Экипаж | Всего |
| -------------- | --------- | ------ | ----- |
| Швеция         | 0         | 1      | 1     |
| Великобритания | 0         | 2      | 2     |
| Исландия       | 0         | 1      | 1     |
| Нигерия        | 0         | 1      | 1     |
| Всего          | 0         | 5      | 5     |

## Хронология событий
Рейс TSC671 вылетел из Люксембурга в 07:14 UTC и взял курс на Кано, на его борту находились 5 членов экипажа (3 пилота, авиамеханик и ответственный по погрузке) и 38 тонн груза (буровая техника).
Примерно в 08:11, когда рейс 671 поднимался на крейсерский эшелон FL320 (9750 метров) и находился в воздушном пространстве Франции (на юго-востоке над департаментом Дром), экипаж ощутил сильную турбулентность, затем услышал сразу два громких удара и после этого самолёт начал сильно крениться вправо. КВС отключил автопилот и использовал штурвал, чтобы восстановить управление самолётом. В кабине экипажа сработал сигнал о пожаре на правом крыле, который звучал на протяжении всего полёта (бортинженер не смог его отключить). Выглянув из окна кабины экипажа со своей стороны, второй пилот увидел, что двигатель №4 (правый крайний) оторвался от крыла; позже он разглядел, что двигатель №3 (правый внутренний) также оторвался от крыла. После этого КВС начал снижение в сторону Марселя, а бортинженер начал сливать авиатопливо, готовя самолёт к аварийной посадке.
Во время снижения пилоты заметили впереди авиабазу Истр-ле-Тюбе в Истре и решили садиться в ней на ВПП №15. Для посадки на ВПП №15 самолёту нужно было совершить поворот влево, который оказался для командира очень сложным, учитывая повреждения систем управления самолётом; запись речевого самописца показала, что второй пилот в это время подбадривал КВС, 6 раз повторив фразу: Поворот налево. Незадолго до посадки авиадиспетчер заметил пожар на правом крыле самолёта.
В 08:35 UTC рейс TSC671 совершил аварийную посадку на ВПП №15 авиабазы Истр-ле-Тюбе и выкатился с неё влево, проехав по земле 250 метров. После остановки самолёта пилоты заметили пожар на правом крыле. Все 5 членов экипажа успели эвакуироваться и выжили, не получив серьёзных травм. У самолёта полностью выгорело правое крыло и частично обгорел фюзеляж по правому борту в хвостовой части, впоследствии он был признан не подлежащим восстановлению и был списан.

## Расследование
Расследование причин инцидента с рейсом TSC671 проводило Бюро по расследованию и анализу безопасности гражданской авиации Франции (BEA).
Согласно окончательному отчёту расследования, усталость металла привела к образованию трещины в пилоне двигателя №3 (правый внутренний). Впоследствии трещина увеличивалась и во время рейса TSC671 пилон сломался и это привело к отрыву двигателя №3 от крыла. Затем оторвавшийся двигатель №3 ударил по двигателю №4 (правый крайний) и тот также оторвался от крыла. Следователи BEA также установили, что директива лётной годности, которая требовала периодических осмотров пилонов двигателей, оказалась неэффективной для обнаружения подобных трещин.

## Последствия аварии
В ответ на инцидент над Дромом BEA рекомендовало изменить процедуры проверки пилонов двигателей, чтобы облегчить обнаружение усталостных трещин. BEA также рекомендовало, чтобы авиадиспетчеры проходили регулярную подготовку по действиям в чрезвычайных ситуациях путём теоретического изучения и выполнения практических упражнений.
В 1993 году пилоты рейса 671 получили Мемориальную премию Хью Гордона-Берджа от Почётной компании пилотов.

## Культурные аспекты
Инцидент с рейсом 671 Trans-Air Service показан в 22 сезоне канадского документального телесериала Расследования авиакатастроф в серии Двойные неприятности.